# Rijksbeschermd gezicht Heerlen - Eikenderveld
Het rijksbeschermd gezicht Heerlen - Eikenderveld is een van rijkswege beschermd stadsgezicht in Heerlen in de Nederlandse provincie Limburg.

## Beschrijving gebied
Het beschermd stadsgezicht Eikenderveld is gesitueerd in de wijk Eikenderveld in de gemeente Heerlen, ten noordwesten van het stadscentrum, ten zuiden van de spoorlijn Sittard-Heerlen en ten noorden van de Eikenderweg. De woningen zijn gebouwd in opdracht van "Samenwerking", een coöperatieve woningbouwvereniging voor spoorwegpersoneel. De woningbouwvereniging onderhield nauwe banden met de Maatschappij tot Exploitatie van Staatsspoorwegen (SS). De spoorwegkolonie werd tussen 1912 en 1927 in vier fasen gerealiseerd. De huizen uit de eerste twee fasen zijn in de jaren 1980 afgebroken. De nog bestaande huizen binnen het beschermde stadsgezicht Eikenderveld zijn gerealiseerd in de periode 1922-1927, merendeels naar ontwerp van de architect N.J. van Tiene.
De oudste huizen in het gebied zijn acht woningen aan de westzijde van de Laanderstraat (nummers 91-105), die in 1905 zijn gebouwd voor personeel van de Nederlandse Maatschappij voor Mijnkundige Werken, een toeleveringsbedrijf voor de mijnen. De eerste groep van 34 woningen gerealiseerd door "Samenwerking" waren ontworpen door de architect H. Wijsbek (hoek Eikenderweg-Laanderstraat). De huizen hadden aanvankelijk veel last van ondergelopen kelders en verzakkingen door mijnschade. De mijnschade werd steeds door Oranje-Nassau-mijnen hersteld. In de jaren 1920-21 kwam een tweede blok van 79 woningen gereed tussen de Vorstenstraat en Hertogstraat, waarschijnlijk naar ontwerp van N.J. van Tiene, die ook woningen voor spoorwegpersoneel bouwde in onder meer Nuth, Sittard, Venlo, Gennep en Amersfoort. De ruimte tussen het eerste en tweede bouwblok (beide gesloopt) werd in de derde (1921-22) en vierde fase (1926-27) opgevuld.
Van Tiene ontwierp voor dit gebied een patroon van straten uitkomend op twee kleine pleinen (Koningsplein en Markiesplein). Door de gesloten bouwblokken en het vrijwel ontbreken van openbare groenvoorzieningen kreeg de spoorwegkolonie een opvallend stedelijk karakter, dat sterk contrasteert met de tuindorpuitbreidingen zoals die door de vereniging "Ons Limburg" werden gerealiseerd. Beeldbepalend voor de derde fase, met 164 woningen is de afwisseling van lange gevels en topgevels, met opvallende hoekoplossingen en een plint met Kunradersteen. In 1923 leverde het afblazen van de bouw van een kerk en een school enige vertraging op, doordat de plannen moesten worden aangepast. De huizenblokken in de vierde fase (1926-27) onderscheiden zich sterk van de voorgaande fasen, onder andere door toepassing van hoge daken en dakkapellen. In deze fase ontstonden ook de L-vormige bouwblokken aan de oostzijde van de Hertogstraat en de Keizerstraat. De vierde fase omvatte honderd woningen, vier winkels en een kantoor voor de woningbouwvereniging aan het Markiesplein. Voor het laatste huizenblok van deze fase (47 woningen) tekende de Maastrichtse architect Alphons Boosten samen met Van Tiene.

## Aanwijzing tot rijksbeschermd gezicht
De procedure voor aanwijzing werd gestart op 16 juli 2004. Het gebied werd op 15 februari 2008 definitief aangewezen. Het beschermd gezicht beslaat een oppervlakte van 4,7 hectare.
Panden die binnen een beschermd gezicht vallen krijgen niet automatisch de status van beschermd monument. Wel zal de gemeente het bestemmingsplan aanpassen om nieuwe ontwikkelingen in het gebied te reguleren. De gezichtsbescherming richt zich op de stedenbouwkundige en cultuurhistorische waardering van een gebied en wil het toekomstig functioneren daarvan veiligstellen.